# Ammar Ramadan
Ammar Manaf Ramadan (in arabo عمار مناف رمضان‎?; Jable, 5 gennaio 2001) è un calciatore siriano, centrocampista del DAC Dunajská Streda e della nazionale siriana.

## Carriera

### Club
Cresciuto nei settori giovanili di Jableh, Baniyas Refinery e Al-Khor, nel 2015 si trasferisce in Italia con la famiglia, dove si unisce alle giovanili del Cimiano. L'anno successivo viene acquistato dalla Juventus, che lo aggrega alla formazione Primavera. Nel 2019 viene ceduto agli ungheresi del Ferencváros, che lo aggregano al proprio settore giovanile. Fa il suo esordio in prima squadra il 23 giugno 2020, in occasione dell'incontro di campionato perso per 1-0 contro il Fehérvár. Dopo solo due presenze con il Ferencváros (di cui una in campionato e una in coppa), nel 2021 viene ceduto in prestito agli slovacchi dello Spartak Trnava. Nel 2022 viene acquistato a titolo definitivo dal DAC Dunajská Streda.

### Nazionale
Nel 2021 ha giocato 3 incontri con la nazionale siriana Under-23.
Nel 2023 è stato convocato per la Coppa d'Asia.

## Statistiche

### Presenze e reti nei club
Statistiche aggiornate al 21 novembre 2022.
| Stagione           | Squadra             | Campionato         | Campionato | Campionato | Coppe nazionali | Coppe nazionali | Coppe nazionali | Coppe continentali | Coppe continentali | Coppe continentali | Altre coppe | Altre coppe | Altre coppe | Totale | Totale |
| Stagione           | Squadra             | Comp               | Pres       | Reti       | Comp            | Pres            | Reti            | Comp               | Pres               | Reti               | Comp        | Pres        | Reti        | Pres   | Reti   |
| ------------------ | ------------------- | ------------------ | ---------- | ---------- | --------------- | --------------- | --------------- | ------------------ | ------------------ | ------------------ | ----------- | ----------- | ----------- | ------ | ------ |
| 2019-2020          | Ferencváros         | NB1                | 1          | 0          | CU              | -               | -               | UCL+UEL            | -                  | -                  |             | -           | -           | 1      | 0      |
| 2020-2021          | Ferencváros         | NB1                | 0          | 0          | CU              | 1               | 0               | UCL                | 0                  | 0                  |             | -           | -           | 1      | 0      |
| Totale Ferencváros | Totale Ferencváros  | Totale Ferencváros | 1          | 0          |                 | 1               | 0               |                    | 0                  | 0                  |             | -           | -           | 2      | 0      |
| 2020-2021          | Soroksár            | NB2                | 17         | 2          | CU              | 1               | 0               |                    | -                  | -                  |             | -           | -           | 18     | 2      |
| set. 2021-2022     | Spartak Trnava      | SL                 | 6+6        | 0          | CS              | 3               | 1               | UECL               | -                  | -                  |             | -           | -           | 15     | 1      |
| 2022-2023          | DAC Dunajská Streda | SL                 | 15         | 2          | CS              | 2               | 0               | UECL               | 1                  | 0                  |             | -           | -           | 18     | 2      |
| Totale carriera    | Totale carriera     | Totale carriera    | 45         | 4          |                 | 7               | 1               |                    | 1                  | 0                  |             | -           | -           | 53     | 5      |

## Palmarès

### Club

#### Competizioni nazionali
- Campionato ungherese: 1

Ferencváros: 2019-2020
- Coppa di Slovacchia: 1

Spartak Trnava: 2021-2022